# Durban Castle
Die Durban Castle war ein 1938 in Dienst gestelltes Passagierschiff, das für die britische Reederei Union-Castle Line im Passagier- und Postverkehr zwischen Großbritannien und Südafrika eingesetzt wurde. Sie diente als Truppentransporter im Zweiten Weltkrieg und wurde 1962 in Hamburg verschrottet.

## Das Schiff
Das 17.388 Bruttoregistertonnen (BRT) große Motorschiff Durban Castle wurde bei Harland & Wolff im nordirischen Belfast gebaut und lief am 14. Juni 1938 vom Stapel. Am 15. Dezember 1938 wurde das 173,94 Meter lange und 23,29 Meter breite Schiff fertiggestellt. Die Durban Castle hatte einen Schornstein, zwei Masten, zwei Propeller und drei Decks. Sie wurde mit zwei achtzylindrigen Dieselmotoren von Harland & Wolff angetrieben, die das Schiff auf eine Geschwindigkeit von bis zu 18,5 Knoten beschleunigen konnten. Sie verfügte über drei Doppelender-Kessel.
Die Durban Castle war, wie bei der Union-Castle Line üblich, in London registriert, fuhr unter britischer Flagge und wurde für den Round Africa-Service der Reederei nach Süd- und Ostafrika gebaut. Sie läutete außerdem die neue Tradition der Union-Castle Line ein, ihre Schiffe nach nicht existierenden Schlössern in afrikanischen Großstädten zu benennen (siehe auch Capetown Castle oder Pretoria Castle).
Im September 1939 wurde die Durban Castle nach wenigen Monaten im zivilen Passagier- und Postverkehr in einen Truppentransporter umgewandelt. Nach der Besetzung Griechenlands im April 1941 (siehe Balkanfeldzug (1941)) floh König Georg II. von Griechenland mit seiner Familie zunächst nach Ägypten und von dort nach Durban. Die königliche Familie setzte anschließend an Bord der Durban Castle von Durban nach Großbritannien über. 1942 wurde sie in ein Landungsschiff für die Infanterie umgewandelt und nahm im November desselben Jahres als solches am Afrikafeldzug teil. Im Juli 1943 brachte sie das 41. Marinekommando in Sizilien und später weitere Truppen in Salerno und Anzio an Land. Am 15. August 1944 landete sie Truppen in Cannes, die an der Befreiung Südfrankreichs teilnehmen sollten.
1946 wurde die Durban Castle wieder der Union-Castle Line überstellt. Bei der Renovierung des Schiffs wurden kurz danach die Geschützstellungen für ihre Flugabwehrkanonen entfernt. Im Juli 1947 nahm das Schiff seinen kommerziellen Passagierdienst wieder auf. Am 28. März 1962 lief die Durban Castle zum letzten Mal in London ein. Im darauf folgenden Monat wurde sie zum Abbruch an die Eisen und Metall GmbH nach Hamburg verkauft.

## Der „Bullaugenmord“
Im Herbst 1947 machte die Durban Castle weltweit Schlagzeilen, als die 21-jährige Schauspielerin Eileen „Gay“ Gibson aus London spurlos vom Schiff verschwand. Die genauen Umstände konnten mangels Augenzeugen nie vollständig aufgeklärt werden. In den frühen Morgenstunden des 18. Oktober 1947, als sich das Schiff 150 Meilen vor der westafrikanischen Küste befand, schickte Kapitän Arthur Patey den Wachmann Frederick Steer in Gibsons Erste-Klasse-Kabine, Nr. 126 auf dem B-Deck, da um 02.58 Uhr morgens mehrere Rufe in schneller Folge über die Serviceklingel aus der Kabine gekommen waren.
Statt Gibson fand Steer in der Kabine den 31-jährigen Steward James Cramb vor. Kapitän Patey veranlasste eine Leibesuntersuchung des Stewards durch den Schiffsarzt Dr. Griffiths, welcher Kratzspuren an dessen Armen und Handgelenken fand. Nach der Meinung von Griffiths wirkten diese Verletzungen wie Abwehrmale. Vor Gericht sagte Cramb zunächst aus, nicht in der Kabine von Gibson gewesen zu sein. Später änderte er seine Aussage und gab an, Gibson gegen 02.00 Uhr morgens auf ihren Wunsch hin einen Drink gebracht zu haben. Auf einem Kissen wurden außerdem Blutspuren sichergestellt. Diese waren vom Typ 0. Da Cramb die Blutgruppe A hatte, wurde vermutet, dass es sich um das Blut von Gay Gibson handelte. James Cramb sagte im Verlauf des Prozesses aus, dass es zu einvernehmlichem Sex zwischen Gibson und ihm gekommen sei. Sie sei währenddessen an einem Herzanfall verstorben und in seiner Panik habe er ihren Leichnam verschwinden lassen.
Aufgrund der Indizienlage wurde er der versuchten Vergewaltigung und des Mordes an Gay Gibson angeklagt. Er habe die Schauspielerin unter dem Vorwand, ihr einen Drink zu bringen, in ihrer Kabine aufgesucht und dann versucht, sie sexuell zu missbrauchen. Als sie sich wehrte, habe er sie erdrosselt und die Leiche durch das Bullauge ihrer Kabine in den Ozean geworfen. Dies brachte dem Fall in der Presse die Bezeichnung “The Porthole Murder” (deutsch: „Der Bullaugenmord“) ein. Gibson war während des Kampfs scheinbar in der Lage gewesen, die Serviceklingel zu drücken, um nach Hilfe zu rufen. Ihre Leiche wurde trotz aufwendiger Suche nie gefunden. Cramb wurde vom Gericht in Winchester zum Tode verurteilt, kam jedoch 1959 auf Bewährung frei. Im Zuge des Prozesses, der ein großes Medienecho fand, meldeten sich mehrere andere Frauen zu Wort, die angaben, an Bord der Durban Castle ebenfalls von Cramb belästigt oder missbraucht worden zu sein. Nach weiteren sexuellen Übergriffen wurde Cramb später zu lebenslanger Haft verurteilt.